# گلیانوو (لوئیزیانا)
گلیانوو (به انگلیسی: Galliano) شهری در ایالت لوئیزیانا کشور ایالات متحده آمریکا است که جمعیت آن در سرشماری سال ۲۰۱۰ میلادی، ۷٬۶۷۶ نفر بوده‌است.